# 沈載権

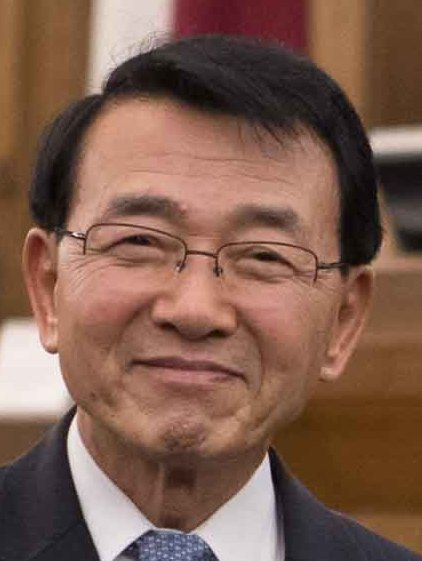
沈載権

沈 載権（シム・ジェグォン、심재권、1946年8月15日 - ）は、大韓民国の政治家。民主党系に所属する第16・19・20代国会議員であり、韓国国会外交統一委員会（常任委員会）委員長も務めた。
本貫は青松沈氏。全羅北道完州郡参礼邑出身。ソウル大学校商科大学3年除籍、オーストラリア・メルボルンのモナシュ大学国際政治学博士。
民主化運動時代は民主守護全国青年学生連盟委員長、民主回復民族統一国民連合中央常任委員兼広報局長を務め、ソウル大学生内乱陰謀事件や金大中内乱陰謀事件で投獄された。

## 慰安婦問題
2015年6月19日 - 韓国外交部が慰安婦追悼の日の制定に反対していることについて「情けない」として批判を行った。
2016年10月13日 - 韓国国会監査の席で、慰安婦問題日韓合意の破棄と和解・癒やし財団の解体、再交渉を求める意見を表明した。

## 竹島上陸
2018年5月23日 - 竹島に上陸。守備隊を激励した。上陸した議員は沈載権のみであり、動向が報道されることも少なかったため日本側の対応は遅れ、外務省アジア大洋州局長が在日韓国大使館公使に遺憾の意を伝えたのは同月28日となった。